# منزل درع
يقع منزل درع أو منزل خليل درع (القرن 12 هـ / القرن 18م) بشارع الحاج يوسف، بمدينة رشيد المصرية ويتكون من أربعة أدوار، أما الواجهة الشمالية فيتوسطها المدخل البارز وواجهة الدور الأول تقوم على ما ورده في القسم الغربى ويشغلها شباكان يعلوهما ثلاثة مناور ويوجد بالجوانب قواصف تعلوها مناور ويتكرر ذلك بالدورين الآخرين، أما القطاع المرتد فيه شباك يعلوه منور بكل دور.

## المنزل من الداخل
يؤدى المدخل إلى الدركاه التي يقع بها الباب المؤدى إلى المخزن وبداية السلم ويغطى الدركاه والمخزن أقبية متقاطعة، أما الدور الأول فيه دورقاعة ذات قبو متقاطع وفي شمالها حجرة وخزانة وفي جنوبها حجرتان ومرحاض ويتكرر ذلك بالدورين الثانى والثالث ما عدا وجود حمام ومطبخ بالدور الثانى.